# 地方三役
地方三役（じかたさんやく）は、日本近世（江戸時代）の村役人の総称。村方三役とも。

## 概要
庄屋（名主・肝煎）、組頭（年寄・老）、百姓代という村政を担う3種の村役人全体を指す。一般的には、名主が村政全体を代表し、組頭がその補佐役、百姓代が監査役と説明されるが、実際のあり方は多様である。地域差があるばかりではなく、同じ地域内でも村ごとに職務内容が異なることがほとんどである。
また、江戸時代後期にはいると、経済情勢の変化に巻き込まれた既存の名主の中には没落して職務が行えなくなる者も現われるようになり、代わって入札（いれふだ）などによる選出も行われるようになった。
なお、蝦夷地（北海道の大部分や樺太および北方地域）では、蝦夷（アイヌ）の有力者が松前藩や箱館奉行の行う撫育政策・オムシャで役職に任命され、惣乙名（ソーオッテナ、庄屋）・惣小使（惣年寄）・脇乙名（惣名主）・乙名（名主）・小使（年寄）・土産取（百姓代）などの役職にある者は役蝦夷と呼ばれた。幕末、役蝦夷は役土人に改称された。これと同時に、役職名については惣乙名を庄屋、乙名を名主、小使を年寄、土産取を百姓代などにそれぞれ改称した。ちなみに土人とは、当時「土地の人」「土地で生まれ育った人」「地元の人」といった意味で使われた言葉である。
幕府領では村方三役を百姓代・年寄・庄屋としていたが、尾張藩と周辺の藩では、長百姓・年寄・名主という役職名であった。

## 明治初期の改編
- 明治4年（1871年） - 戸籍法に基づいて戸籍区が設けられ、戸籍取扱を職務とする戸長が置かれた。
- 明治5年（1872年） - 4月に地方三役は廃止された。戸長・副戸長が新編され、名主（庄屋）・組頭などの職務を引き継いだ。

## その後
- 1881年（明治14年）4月18日 - 一旦は戸長・副戸長の職制になった八丈小島の鳥打村、宇津木村に郡区町村編制法の例外規定が設けられ、名主制度が復活。1947年（昭和22年）5月2日まで、名主制度が存続した。

## 参考資料
1. ↑  榎森進「「日露和親条約」調印後の幕府の北方地域政策について」『東北学院大学論集. 歴史と文化』第52号、東北学院大学学術研究会、2014年3月、17-37頁、CRID 1050849378500294016、ISSN 1880-8425。
2. ↑  佐賀彩美「アイヌ社会の仕組み」、2019年。